# یورگن کلمبو
یورگن کلمبو (ایتالیایی: Jürgen Colombo؛ زادهٔ ۲ سپتامبر ۱۹۴۹) دوچرخه‌سوار اهل آلمان است.
وی در مسابقات کشوری و بین‌المللی در مجموع برندهٔ ۱ مدال طلا شده‌است.